# Personas
Personas - это пятый студийный альбом испанской группы El Canto del Loco, вышедший 1 Апреля 2008 года в Испании..
Как и в последних трех альбомах, Personas также был спродюсирован Найджем Уокером и записан в Мадриде, в период с Октября 2007 по Февраль 2008 года.  На титульной стороне вкладыша альбома фото четверых обнаженных участников группы, а на обратной стороне последней страницы вкладыша обнаженный малыш - дочь Давида Отеро(гитарист группы).
На первый сингл из этого альбома ¡Eres tonto! были сняты 3 видеоклипа с разными сюжетами: с лидером в главной роли, с секретаршей и с такситом. Гийермо Грозард, автор этих видеоработ, ранее работал с Дани Мартином в телесериале Обратный отсчет. Этот сингл был продан в количестве более 80 тыс. интернет-загрузок и стал 4х Платиновым.
Второй сингл Peter Pan - любимая песня группы на все времена, именно поэтому она была выбрана и включена в третий сборник Radio La Colifata presenta a El Canto del Loco.
В Июне 2008 года продажи альбома только по Испании превысили 240 тыс. копий и диск стал 3х Платиновым, затем приблизился к 4х Платиновому, когда было продано более 294 тыс. копий, и признан самым продаваемым диском 2008 года.

## Список композиций
| Оценки критиков | Оценки критиков |
| Источник        | Оценка          |
| --------------- | --------------- |
| Allmusic        | [ 5 ]           |
| MTV             | без Рейтинга    |

| №   | Название                  | Длительность |
| --- | ------------------------- | ------------ |
| 1.  | «Corazón»                 | 4:17         |
| 2.  | «Acabado en A»            | 2:23         |
| 3.  | «Eres tonto»              | 3:15         |
| 4.  | «Peter Pan»               | 4:20         |
| 5.  | «La vida»                 | 3:24         |
| 6.  | «Personas»                | 3:45         |
| 7.  | «Fin de semana»           | 3:24         |
| 8.  | «Eh tú»                   | 2:58         |
| 9.  | «Todo lo hago mal»        | 4:17         |
| 10. | «La suerte de mi vida»    | 3:39         |
| 11. | «Un millón de cicatrices» | 4:23         |
| 12. | «Gigante»                 | 4:29         |
| 13. | «Gracias»                 | 4:47         |

## Синглы
1. «¡Eres tonto!» (2008)
2. «Peter Pan» (2008)
3. «La suerte de mi vida» (2009)
4. «Un millón de cicatrices» (2010)

## Списки
| Список          | Позиция | Сертификат    | Продажи  |
| --------------- | ------- | ------------- | -------- |
| Топ 100 Испании | 1       | 3x Платиновый | 240.000+ |